# London Transport Museum
London Transport Museum er et museum i London, der udstiller et stort udsnit af de transportmidler, der er blevet brugt i London i tidens løb. Selve museet ligger i Covent Garden, mens et depot, der også er åbent for offentligheden, befinder sig i Acton.